# Masacre de Hà My
La masacre de Ha My fue una masacre llevada a cabo por la Infantería de Marina surcoreana el 25 de febrero de 1968 en contra de civiles desarmados en la aldea de Ha My, Provincia de Quang Nam, en Vietnam del Sur.  Las víctimas fueron 135 mujeres, niños y ancianos de treinta familias. Después de la masacre, los infantes de marina surcoreanos cavaron una fosa común poco profunda y enterraron los cuerpos de las víctimas en masa.
En diciembre de 2000, fue inaugurado en la aldea de Ha My un monumento en memoria de las 135 víctimas.